# Madeleine-Sophie Barat
Madeleine-Sophie Barat, född 12 december 1779 i Joigny, död 25 maj 1865 i Paris, var en fransk romersk-katolsk nunna och grundare av Jesu heliga hjärtas kongregation. Hon vördas som helgon i Romersk-katolska kyrkan, med minnesdag den 25 maj.

## Bilder
| - Heliga Madeleine-Sophie Barats sarkofag i kyrkan Saint-François-Xavier i Paris. |